# 2024-es európai parlamenti választás Magyarországon
A 2024-es európai parlamenti választás Magyarországon az ötödik ilyen jellegű voksolás volt az ország történetében. A szavazást 2024. június 9-én tartották.
Az Alaptörvény tizenegyedik módosítása értelmében 2024-től az európai parlamenti választással egy időben kell megtartani az önkormányzati választásokat Magyarországon. Ezért a szavazás napján történt a 2024-es magyarországi önkormányzati választás is.

## A választás időpontja
Európai parlamenti (EP) választást ötévente tartanak az Európai Unióban (EU). A szavazást 2024-ben – a Tanács döntésének értelmében – 2024. június 6. és 9. között kell megtartani, de a pontos dátumot (az eltérő hagyományok és jogi rendelkezések miatt) a tagállamok maguk dönthetik el. Mivel a választási eljárásról szóló törvény értelmében Magyarországon csak vasárnap lehet választást tartani, a voksolás egyetlen lehetséges időpontja 2024. június 9.

## Választási rendszer
A választás egyfordulós, listás szavazás, amin Magyarországon csak pártok indulhatnak. Az ország az EP javaslata alapján a 2024-es választáson is 21 képviselőt küldhet majd az Európai Parlamentbe. Az a párt állíthat listát, amely legalább 20 000 választópolgár aláírását össze tudja gyűjteni. A voksoláskor az egész ország egyetlen választókerületet alkot. Mandátumot csak az a lista szerezhet, amely megkapta az érvényes szavazatok legalább 5%-át. A képviselői helyeket az ún. d’Hondt-módszerrel osztják el. Az egyes listákról a jelöltek a pártok által eredetileg bejelentett sorrendben jutnak mandátumhoz.

## Választási programok
A választáson induló pártok választási programjai:
| Párt                | Program címe                                                                             |
| ------------------- | ---------------------------------------------------------------------------------------- |
| Fidesz-KDNP         | nincs programja                                                                          |
| DK–MSZP–Párbeszéd   | Az Európai Magyarország választási programja                                             |
| TISZA               | nincs közös program, a képviselőjelöltek saját választási programja                      |
| Momentum            | Szabadság, Jövő, Európa                                                                  |
| Mi Hazánk           | nincs önálló EP-programja, a Virradat Program tartalmaz utalásokat európai politikájukra |
| Kétfarkú Kutya Párt | Kutyapárt menni Európa, de most komolyan                                                 |
| Jobbik              | nincs programja                                                                          |
| LMP                 | Kezdjünk új korszakot                                                                    |
| MMN                 | Ébresztő, Magyarország                                                                   |
| 2RK                 | Adjuk vissza az országot a fiataloknak                                                   |
| MEMO                | nincs programja                                                                          |

## Induló pártok, pártszövetségek
| Indulási szándékukat bejelentett pártok |
| --- |
| - Második Reformkor Párt - A Magyar Vállalkozók és Munkaadók Pártja - Alternatíva Párt - Baloldali Kör Párt - Civil Mozgalom - Demokratikus Koalíció - Fidesz – Magyar Polgári Szövetség - Jobbik – Konzervatívok - Kereszténydemokrata Néppárt - Középút és Értelem Pártja - LMP – Magyarország Zöld Pártja - Magyar Liberális Párt - Megoldás Mozgalom - Mi Hazánk Mozgalom - Magyar Igazság és Élet Pártja (2021) - Magyar Kétfarkú Kutya Párt - Mindenki Magyarországa Néppárt - Momentum Mozgalom - Magyar Szocialista Párt - Magyar Munkáspárt - Nemzetegyesítő Mozgalom - Normális Élet Pártja - A Nép Pártján - Összefogás a Civilekért Párt - Párbeszéd – A Zöldek Pártja - Romajó Független Demokratikus Szövetség - Szociáldemokraták Pártja - Szabad Ország Mozgalom - Tea Párt Közösség - Tisztelet és Szabadság Párt - Új Alternatíva Párt - Új Magyar Birodalmi Mozgalom - Új Kezdet - Vállalkozók Szövetsége a Reformokért - Zöldek, a Normális Emberek Pártja |

A pártok többsége különböző európai pártcsoportoknak és parlamenti képviselőcsoportoknak a tagjai (a szavazás napján meglévő affiliációkat lásd a lentebbi listában). A képviselők nem országok szerint ülnek az Európai Parlamentben, hanem politikai hovatartozás alapján. A politikai pártok csoportokba szerveződnek a parlamentben. Ezek a pártcsoportok függetlenek az európai pártoktól, de szorosan kötődnek hozzájuk. A nemzetközi képviselőcsoporton belül az egy párthoz tartozók munkáját a delegációvezetők irányítják. Ezért az Európai Parlamentben képviselt álláspontjuk a frakciófegyelemnek megfelelően eltérhet a haza politikában hangoztatott nézeteiktől.
Határidőre (2024. május 3., 16 óra) 13 párt vagy pártszövetség adta le az ajánlásgyűjtő íveket. A Nemzeti Választási Bizottság (NVB) két párt – A Nép Pártján és az Új Alternatíva Párt – nyilvántartásba vételét elutasította, mert nem volt meg a listaállításhoz szükséges 20 ezer érvényes ajánlásuk. A választáson tehát 11 párt vagy pártszövetség listája közül lehetett  választani, a Nemzeti Választási Bizottság által kisorsolt szavazólapi sorrend a következő:
1. Megoldás Mozgalom       Független
2. LMP – Magyarország Zöld Pártja       Zöldek (a pártszövetség felfüggesztette politikai együttműködését a párttal a kampány idejére Vitézy Dávid támogatása miatt a főpolgármester-választáson)[8]
3. Demokratikus Koalíció – Magyar Szocialista Párt – Párbeszéd – A Zöldek Pártja       S&D –      S&D –      Zöldek
4. Második Reformkor Párt       Független
5. Mindenki Magyarországa Néppárt       Független
6. Momentum Mozgalom       Renew
7. Fidesz – Magyar Polgári Szövetség – Kereszténydemokrata Néppárt       Független –      EPP
8. Jobbik – Konzervatívok       Független
9. Tisztelet és Szabadság Párt       Független
10. Magyar Kétfarkú Kutya Párt       Zöldek[9]
11. Mi Hazánk Mozgalom       Független

## Közvélemény-kutatások

Várható szavazatarányok (százalékban) és mandátumbecslés. 
| Felmérés ideje                                                                       | Forrás           | Fidesz–KDNP | Fidesz–KDNP | DK–MSZP–P | DK–MSZP–P | TISZA | TISZA | Momentum | Momentum | Jobbik | Jobbik | Mi Hazánk | Mi Hazánk | MKKP | MKKP | LMP | LMP | MMN | MMN | 2RK | 2RK | MEMO | MEMO |
| Felmérés ideje                                                                       | Forrás           | %           | M.          | %         | M.        | %     | M.    | %        | M.       | %      | M.     | %         | M.        | %    | M.   | %   | M.  | %   | M.  | %   | M.  | %    | M.   |
| ------------------------------------------------------------------------------------ | ---------------- | ----------- | ----------- | --------- | --------- | ----- | ----- | -------- | -------- | ------ | ------ | --------- | --------- | ---- | ---- | --- | --- | --- | --- | --- | --- | ---- | ---- |
| A választás napja (2024. június 9.)                                                  |                  |             |             |           |           |       |       |          |          |        |        |           |           |      |      |     |     |     |     |     |     |      |      |
| 2024. június 6-8.                                                                    | 21 Kutatóközpont | 44          | 11          | 8         | 2         | 32    | 7     | 3        | 0        | 0      | 0      | 7         | 1         | 4    | 0    | 0   | 0   | 1   | 0   | 1   | 0   | 0    | 0    |
| 2024. június 3–5.                                                                    | Publicus         | 43          | 11          | 15        | 3         | 25    | 6     | 4        | 0        | 2      | 0      | 5         | 1         | 4    | 0    | 1   | 0   | 0   | 0   | 1   | 0   | 0    | 0    |
| 2024. május 31.–június 5.                                                            | Medián           | 50          | 11          | 9         | 2         | 27    | 6     | 3        | 0        | 1      | 0      | 5         | 1         | 4    | 0    | 1   | 0   | 0   | 0   | 1   | 0   | 0    | 0    |
| 2024. május 24.–június 2.                                                            | Závecz Research  | 45          | 11          | 11        | 2         | 27    | 7     | 4        | 0        | 1      | 0      | 5         | 1         | 3    | 0    | 2   | 0   | 1   | 0   | 1   | 0   | 0    | 0    |
| 2024. május 27–29.                                                                   | Medián           | 48          | 11          | 7         | 1         | 29    | 7     | 5        | 1        | 1      | 0      | 6         | 1         | 2    | 0    | 0   | 0   | 1   | 0   | 1   | 0   | 0    | 0    |
| 2024. május 27–29.                                                                   | Real-PR 93       | 45          | 11          | 10        | 2         | 28    | 6     | 1        | 0        | 1      | 0      | x5        | x1        | 7    | 1    | 0   | 0   | 1   | 0   | 1   | 0   | 0    | 0    |
| 2024. május 22–24.                                                                   | Alapjogokért     | 47          | 11          | 8         | 2         | 26    | 6     | 2        | 0        | 1      | 0      | 6         | 1         | 6    | 1    | 0   | 0   | 1   | 0   | 1   | 0   | 0    | 0    |
| 2024. május 20–22.                                                                   | Nézőpont         | 47          | 11          | 9         | 2         | 24    | 6     | 1        | 0        | 1      | 0      | x7        | x1        | 7    | 1    | 1   | 0   | 1   | 0   | 1   | 0   | 1    | 0    |
| 2024. május vége                                                                     | Euractiv         | 44          | 11          | 14        | 4         | 24    | 6     | 4        | 0        | 0      | 0      | 4         | 0         | 5    | 0    | 0   | 0   | 0   | 0   | 0   | 0   | 0    | 0    |
| 2024. május 2–10.                                                                    | Závecz Research  | 39          | 10          | 17        | 4         | 26    | 6     | 4        | 0        | 1      | 0      | 6         | 1         | 3    | 0    | 1   | 0   | 2   | 0   | 1   | 0   | 0    | 0    |
| 2024. április 25.–május 4.                                                           | IDEA             | 40          | 11          | 17        | 4         | 21    | 5     | 4        | 0        | 1      | 0      | 4         | 0         | 5    | 1    | 0   | 0   | 1   | 0   | 3   | 0   | 0    | 0    |
| 2024. április 29.–május 2.                                                           | Nézőpont         | 48          | 11          | 12        | 3         | 21    | 5     | 1        | 0        | 1      | 0      | 5         | 1         | 7    | 1    | 1   | 0   | 1   | 0   | 3   | 0   | 0    | 0    |
| 2024. április 26–30.                                                                 | Publicus         | 42          | 10          | 24        | 6         | 23    | 5     | 3        | 0        | 1      | 0      | 4         | 0         | 2    | 0    | 1   | 0   | 0   | 0   | 0   | 0   | 0    | 0    |
| 2024. április 26–29.                                                                 | Medián           | 45          | 12          | 9         | 2         | 25    | 6     | 4        | 0        | 1      | 0      | 4         | 0         | 6    | 1    | 1   | 0   | 2   | 0   | 1   | 0   | 0    | 0    |
| 2024. április 22–26.                                                                 | Republikon       | 35          | 9           | 22        | 5         | 18    | 4     | 5        | 1        | 2      | 0      | 6         | 1         | 6    | 1    | 2   | 0   | 0   | 0   | 1   | 0   | 0    | 0    |
| A hivatalos kampány kezdete (2024. április 20.)                                      |                  |             |             |           |           |       |       |          |          |        |        |           |           |      |      |     |     |     |     |     |     |      |      |
| 2024. április 17–19.                                                                 | Iránytű          | 50          | 13          | 10        | 2         | 26    | 6     | 3        | 0        | 1      | 0      | 3         | 0         | 4    | 0    | 0   | 0   | 0   | 0   | 2   | 0   | 0    | 0    |
| 2024. április 4–11.                                                                  | Závecz Research  | 33          | 8           | 26        | 6         | 14    | 3     | 7        | 1        | 1      | 0      | 8         | 2         | 5    | 1    | 3   | 0   | 0   | 0   | 0   | 0   | 0    | 0    |
| 2024. április                                                                        | Euractiv         | 47          | 12          | 9         | 3         | 13    | 4     | 4        | 0        | 0      | 0      | 6         | 1         | 11   | 1    | 0   | 0   | 0   | 0   | 0   | 0   | 0    | 0    |
| Magyar Péter bejelenti, hogy a TISZA Párttal indul a választáson (2024. április 10.) |                  |             |             |           |           |       |       |          |          |        |        |           |           |      |      |     |     |     |     |     |     |      |      |
| A DK, az MSZP és a Párbeszéd bejelenti, hogy közös listán indul (2024. március 28.)  |                  |             |             |           |           |       |       |          |          |        |        |           |           |      |      |     |     |     |     |     |     |      |      |
| 2024. február 23.–március 5.                                                         | Ipsos            | 47,6        | 13          | 16,5      | 4         | –     | –     | 7,2      | 2        | 2,8    | 0      | 9,4       | 2         | 4,2  | 0    | 2,6 | 0   | 3   | 0   | 0   | 0   | 2    | 0    |
| 2024. február 26–28.                                                                 | Nézőpont         | 47          | 13          | 14        | 3         | –     | –     | 7        | 1        | 2      | 0      | 8         | 2         | 8    | 2    | 2   | 0   | 4   | 0   | 1   | 0   | 0    | 0    |
| 2024. február 21–27.                                                                 | Medián           | 51          | 12          | 17        | 4         | –     | –     | 9        | 2        | 5      | 1      | 6         | 1         | 6    | 1    | 2   | 0   | 2   | 0   | 0   | 0   | 0    | 0    |
| 2024. február 20–22.                                                                 | Nézőpont         | 52          | 13          | 15        | 3         | –     | –     | 5        | 1        | 4      | 0      | 9         | 2         | 9    | 2    | 2   | 0   | 2   | 0   | 0   | 0   | 0    | 0    |

(Az Euractiv nem végez saját közvélemény-kutatást, csak más kutatóintézetek méréseit átlagolja.)

## Jelöltek
A pártlistákon szereplő jelöltek (félkövérrel szedve a mandátumot nyert képviselők neve): 
| Fidesz–KDNP | TISZA | DK–MSZP–Párbeszéd | Mi Hazánk | Momentum | MKKP |
| --- | --- | --- | --- | --- | --- |
| 1. Deutsch Tamás 2. Gál Kinga 3. Gyürk András 4. Győrffy Balázs 5. Hölvényi György 6. Szekeres Pál 7. Ferenc Viktória 8. Vicsek Annamária 9. Győri Enikő 10. László András 11. Schaller-Baross Ernő 12. Bólya Boglárka 13. Petri Bernadett 14. Hegedűs Barbara 15. Kavecsánszki Ádám 16. Juhász Hajnalka 17. Kósa Ádám 18. Hidas Dóra 19. Tóth Edina 20. Magyar Ágnes Zsófia 21. Tordai-Lejkó Gábor | 1. Magyar Péter 2. Dávid Dóra 3. Tarr Zoltán 4. Kulja András 5. Lakos Eszter 6. Gerzsenyi Gabriella 7. Kollár Kinga 8. Bogdán Csaba 9. Weisz Viktor 10. Molnár Dániel 11. Bujdosó Andrea Anna 12. Sopov Ildikó Éva | 1. Dobrev Klára 2. Molnár Csaba 3. Vadai Ágnes 4. Rónai Sándor 5. Tüttő Kata 6. Gréczy Zsolt 7. Barabás Richárd 8. Heil Péter 9. Gurmai Zita 10. Oláh Lajos 11. Kocsis Krisztián 12. Barkóczi Balázs 13. Harangozó Gábor 14. Sebián-Petrovszki László 15. Szabó Tímea 16. Andor László 17. Arató Gergely 18. Bazin Levente Dávid 19. Kálmán Olga 20. Erőss Gábor 21. Eörsi Mátyás | 1. Toroczkai László 2. Dúró Dóra 3. Borvendég Zsuzsanna 4. Kispalkó Szilveszter 5. Árgyelán János 6. Héjj Andreas 7. Popély Gyula 8. Orosz Patrik 9. Szent-Iványi Ágnes 10. Földesi Mihály 11. Grundtner András 12. Lantos János 13. Fiszter Zsuzsanna 14. László Attila 15. Éberling Balázs 16. Binder Csaba 17. Vidó Attila 18. Vékony Csongor 19. Páli Jenő 20. Bartha Barna 21. Varga Tamás | 1. Donáth Anna 2. Cseh Katalin 3. Deli Tamás Győző 4. Vajda Viktória 5. Berg Dániel 6. Farkas Benedek 7. Bedő Erik 8. Urfi Máté 9. Takács Levente 10. Hornyák Evelin 11. Kádár Barnabás 12. Benza Anna Málna 13. Szilvási Mátyás 14. Nagy Zsuzsanna 15. Hulse Alexandra Nikoletta 16. Sajószegi Péter 17. Szarvas Koppány Bendegúz 18. Juhász György 19. Horváth András Csaba 20. Baranyi Gábor 21. Bedő Dávid | 1. Le Marietta 2. Törley Katalin 3. Juhász Veronika 4. Tóth Imre 5. Becker András 6. Derdák András 7. Sándor Balázs 8. Zakota Tamás 9. Szin Richárd |

| Jobbik | LMP | 2RK | MMN | MEMO |
| --- | --- | --- | --- | --- |
| 1. Róna Péter 2. Gyöngyösi Márton 3. Balczó Zoltán 4. Kvárik Anita 5. Dudás Róbert 6. Lukács László György 7. Nagy Bence 8. Adorján Béla 9. Fazakas Attila 10. Balassa Péter 11. Lakatos Réka 12. Magyar Zoltán 13. Baucsek Rajmund 14. Vincze Miklós 15. Berta Krisztián 16. Szarka Dénes | 1. Ungár Péter 2. Schmuck Erzsébet 3. Tetlák Örs 4. Kanász-Nagy Máté 5. Hohn Krisztina 6. Kendernay János 7. Hanák Gábor 8. Szabolcs Dorottya 9. D'Elia Viktor 10. Andrasek Mónika 11. Perneczky László 12. Szabó András 13. Ságodi Zoltán 14. Haladi-Bús Balázs | 1. Vona Gábor 2. Pekárné Farkas Emese 3. Búzás Balázs 4. Száki Adrián 5. Tóth Gábor 6. Szilvási Andrásné 7. Póka Viktor 8. Burány Árpád 9. Orbán Miklós 10. Győri-Nagy Livia 11. Imre Marcell 12. Ágoston Pál 13. Tóth Márton 14. Oláh Róbert 15. Riczu Norbert 16. Dakó József 17. Kiss Eszter Judit 18. Gillich Martin Zsolt 19. Terdik Csanád 20. Szőke Balázs 21. Simon Klára | 1. Márki-Zay Péter 2. Szalma Botond 3. Bana Tibor 4. Putz Anita 5. Mellár Tamás 6. Ember Péter Pál 7. Kiss Balázs 8. Kecskés Fanni | 1. Huszár Viktor 2. Karl Dóra 3. Bogó Dániel 4. Paksi Piroska 5. Szilágyi Norbert 6. Horváth Ferenc 7. Tóth Mihály |

## Kampány

### Viták
| Dátum           | Adó      | Helyszín             | Műsorvezető(k)                | Résztvevők     | Résztvevők     | Résztvevők        | Résztvevők  | Résztvevők       | Résztvevők  | Résztvevők     | Résztvevők     | Résztvevők      | Résztvevők           | Résztvevők     |
| Dátum           | Adó      | Helyszín             | Műsorvezető(k)                | Fidesz–KDNP    | TISZA          | DK–MSZP–Párbeszéd | Momentum    | Mi Hazánk        | MKKP        | Jobbik         | LMP            | MMN             | 2RK                  | MEMO           |
| --------------- | -------- | -------------------- | ----------------------------- | -------------- | -------------- | ----------------- | ----------- | ---------------- | ----------- | -------------- | -------------- | --------------- | -------------------- | -------------- |
| 2024. május 17. | Partizán | Kongresszusi Központ | Gulyás Márton                 | nem jelent meg | nem jelent meg | Dobrev Klára      | Donáth Anna | Toroczkai László | Le Marietta | nem hívták meg | nem hívták meg | nem hívták meg  | nem hívták meg       | nem hívták meg |
| 2024. május 30. | M1       | Várkert Bazár        | Németh Balázs Volf-Nagy Tünde | Deutsch Tamás  | Magyar Péter   | Dobrev Klára      | Donáth Anna | Toroczkai László | Bruti       | Róna Péter     | Ungár Péter    | Márki-Zay Péter | Pekárné Farkas Emese | Huszár Viktor  |
| 2024. június 1. | ATV      | ATV stúdió           | Szöllősi Györgyi              | nem jelent meg | nem jelent meg | Dobrev Klára      | Donáth Anna | Toroczkai László | Le Marietta | nem hívták meg | nem hívták meg | nem hívták meg  | nem hívták meg       | nem hívták meg |

## Eredmények

### Részvételi adatok
| 2024. június 9. | 2024. június 9. | 2024. június 9. |
| --------------- | --------------- | --------------- |
| 7:00-ig         | 1,88%           | 148 427 fő      |
| 9:00-ig         | 9,98%           | 785 546 fő      |
| 11:00-ig        | 22,89%          | 1 802 332 fő    |
| 13:00-ig        | 33,14%          | 2 609 173 fő    |
| 15:00-ig        | 42,04%          | 3 310 686 fő    |
| 17:00-ig        | 50,69%          | 3 991 444 fő    |
| 18:30-ig        | 56,09%          | 4 416 794 fő    |
| 19:00-ig        | 59,60%          | 4 562 447 fő    |
| Összesen        | 59,46%          | 4 640 398 fő    |

### Szavazatok és mandátumok
| Párt vagy pártszövetség | Párt vagy pártszövetség | Szavazatok | Szavazatok | Mandátumok | Mandátumok | Mandátumok                |
| Párt vagy pártszövetség | Párt vagy pártszövetség | száma      | aránya     | száma      | aránya     | változása 2019-hez képest |
| ----------------------- | ----------------------- | ---------- | ---------- | ---------- | ---------- | ------------------------- |
|                         | Fidesz–KDNP             | 2 048 211  | 44,82%     | 11         | 52,38%     | -2                        |
|                         | TISZA                   | 1 352 699  | 29,60%     | 7          | 33,33%     | +7 (új párt)              |
|                         | DK–MSZP–Párbeszéd       | 367 162    | 8,03%      | 2          | 9,52%      | -3                        |
|                         | Mi Hazánk               | 306 404    | 6,71%      | 1          | 4,76%      | +1                        |
|                         | Momentum                | 169 082    | 3,70%      | -          | -          | -2                        |
|                         | MKKP                    | 163 960    | 3,59%      | -          | -          | -                         |
|                         | Jobbik                  | 45 404     | 0,99%      | -          | -          | -1                        |
|                         | LMP                     | 39 646     | 0,87%      | -          | -          | -                         |
|                         | 2RK                     | 30 961     | 0,68%      | -          | -          | -                         |
|                         | MMN                     | 29 285     | 0,64%      | -          | -          | -                         |
|                         | MEMO                    | 16 806     | 0,37%      | -          | -          | -                         |
| Összesen                | Összesen                | 4 569 620  | 100%       | 21         | 100%       | -                         |

A táblázat a 100,00%-os feldolgozottság számait mutatja. A 147 külképviselet 18 661 darab szavazata már bele van számolva, ezek egy külön szavazókört alkotnak és csak az összes urna beérkeztével voltak később összeszámolhatóak. A mandátum arányokat ez már nem befolyásolta.

### Mandátumok az európai parlamenti frakciókban
| Frakció | Frakció                    | Mandátumok | Mandátumok                | Pártok             |
| Frakció | Frakció                    | száma      | változása 2019-hez képest | Pártok             |
| ------- | -------------------------- | ---------- | ------------------------- | ------------------ |
|         | Patrióták Európáért        | 11         | Nem létezett              | Fidesz, KDNP       |
|         | S&D                        | 2          | -3                        | DK                 |
|         | EPP                        | 7          | -6                        | TISZA              |
|         | Szuverén Nemzetek Európája | 1          | Nem létezett              | Mi Hazánk Mozgalom |
|         | Renew                      | 0          | -2                        | –                  |

A mandátumok eloszlása a parlament 2024. július 16-ai alakuló ülésekor.